# Skomorohî (Piskî), Jîtomîr
Skomorohî (în ucraineană Скоморохи) este un sat în comuna Piskî din raionul Jîtomîr, regiunea Jîtomîr, Ucraina.

## Demografie
Componența lingvistică a localității Skomorohî
     Ucraineană (91,57%)
     Rusă (8,43%)
Conform recensământului din 2001, majoritatea populației localității Skomorohî era vorbitoare de ucraineană (91,57%), existând în minoritate și vorbitori de rusă (8,43%).